# Шпицкоманда
Шпицкоманди се наричат доброволчески паравоенни формирования, участвали съвместно с войската и полицията в потушаването на Септемврийското въстание през 1923 година. Участниците в тях са наричани шпицкомандаджии. Името идва от острите върхове на обувките – тип „шпиц“, които носели.
Основание за съставянето на шпицкомандите е клаузата за гражданската милиция от решение на Междусъюзническата военна комисия в България от 1920. То позволява мобилизация на доброволчески части, не по-големи от 1000 души в случаи на „поддържане на обществения ред, застрашен от комунистическите вълнения“. Действието на шпицкомандите е в разрез с първоначалното решение, тъй като според него „Те биха могли да получат оръжие от редовните складове, но не ще могат в никой случай да го използват за огневи цели“. През 1923 година обаче е издадено специално разрешение на Междусъюзническата военна комисия за мобилизиране на допълнителен контингент „граждани доброволци“. Главна роля в тези формирования играят запасните офицери и войници.
В Септемврийското въстание доброволните отряди се отличават в отбраната на Берковица на 24 септември 1923 и на Лом – 23 – 25 септември. Въпреки че са принудени да отстъпят Берковица, нейните защитници – предимно зле въоръжени опълченци, пленяват две червени знамена.
Документирани са случаи на жестоко отношение на шпицкомандаджии срещу пленени метежници и техни помагачи. Изстъпленията на шпицкомандата на полковник Кузманов на 5 септември 1923 в село Лопушна вдъхновяват Антон Страшимиров да напише произведението си „Хоро“. Тогава полковникът заповядва на селяните да играят хоро около натрупаните на площада трупове на убити въстаници и да плюят върху тях.